# Élections législatives de 1876 en Martinique
Les élections législatives de 1876 en Martinique ont eu lieu le 5 mars 1876.

## Résultats globaux
| Partis         | Partis              | Premier tour | Premier tour | Siège |
| Partis         | Partis              | Voix         | %            | Siège |
| -------------- | ------------------- | ------------ | ------------ | ----- |
|                | Gauche républicaine | 4 667        | 52,64        | 1     |
|                | Union républicaine  | 4 199        | 47,36        | 0     |
|                |                     |              |              |       |
| Inscrits       | Inscrits            | 34 946       | 100,00       | 1     |
| Votants        | Votants             | 8 871        | 25,38        |       |
| Abstentions    | Abstentions         | 26 075       | 74,62        |       |
| Blancs et nuls | Blancs et nuls      | 5            | 0,06         |       |
| Exprimés       | Exprimés            | 8 866        | 99,94        |       |

## Résultats par circonscription

### Circonscription unique
| Candidat       | Candidat                | Parti               | Premier tour | Premier tour |
| Candidat       | Candidat                | Parti               | Voix         | %            |
| -------------- | ----------------------- | ------------------- | ------------ | ------------ |
|                | François Marc Godissart | Gauche républicaine | 4 667        | 52,64        |
|                | Louis Pierre-Alype      | Union républicaine  | 4 199        | 47,36        |
|                |                         |                     |              |              |
| Inscrits       | Inscrits                | Inscrits            | 34 946       | 100,00       |
| Votants        | Votants                 | Votants             | 8 871        | 25,38        |
| Abstention     | Abstention              | Abstention          | 26 075       | 74,62        |
| Blancs et nuls | Blancs et nuls          | Blancs et nuls      | 5            | 0,06         |
| Exprimés       | Exprimés                | Exprimés            | 8 866        | 99,94        |